# Дурлах
Дурлах (нім. Durlach) — тепер найбільший район Карлсруе, колись окреме місто, резиденція маркграфів. У 1718 маркграфство було перенесене до Карлсруе, а у 1938 р. Дурлах примусово проти волі мешканців було включено до складу цього міста.

## Географія

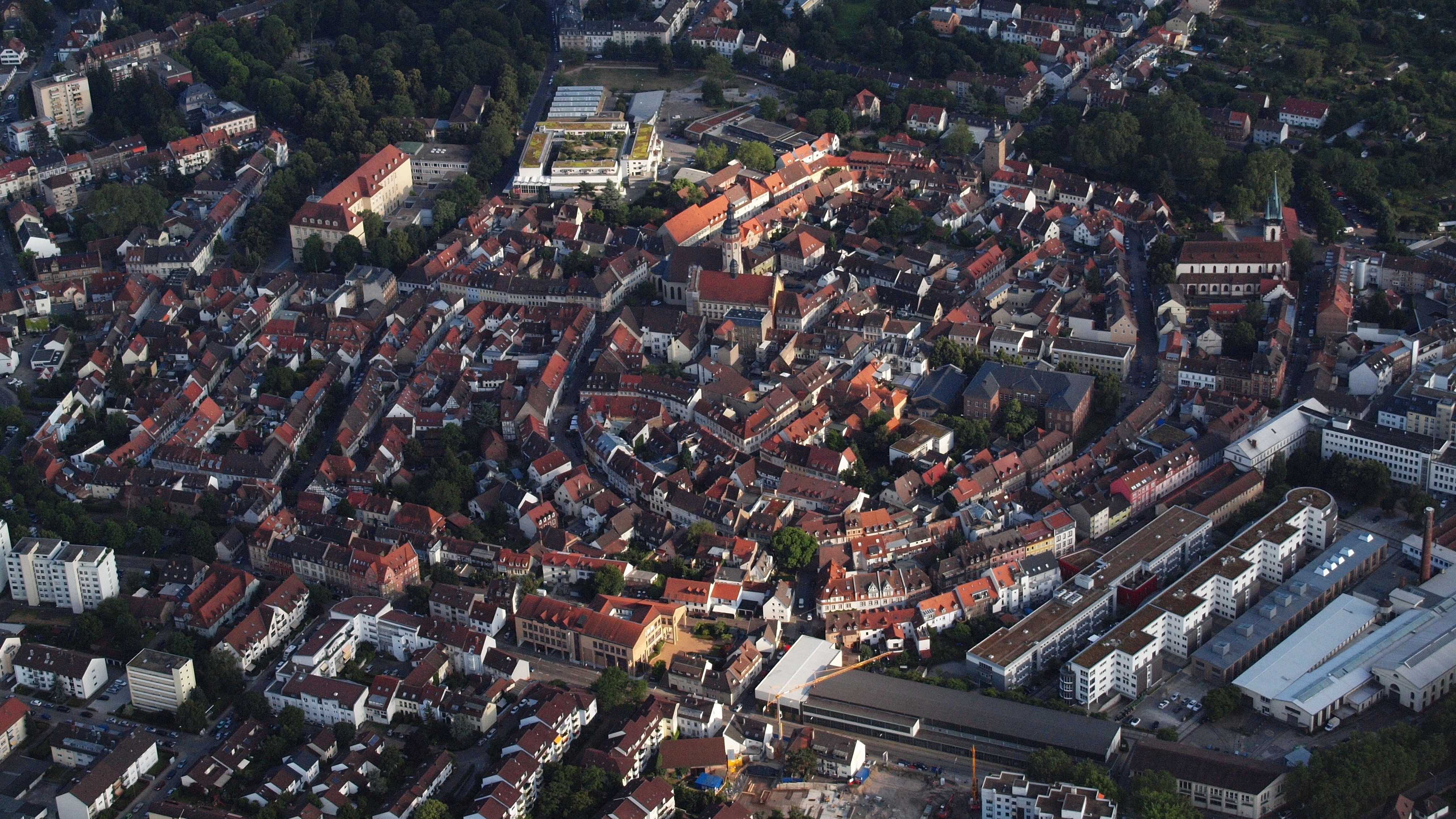
Аерофотознімок міста з півночі

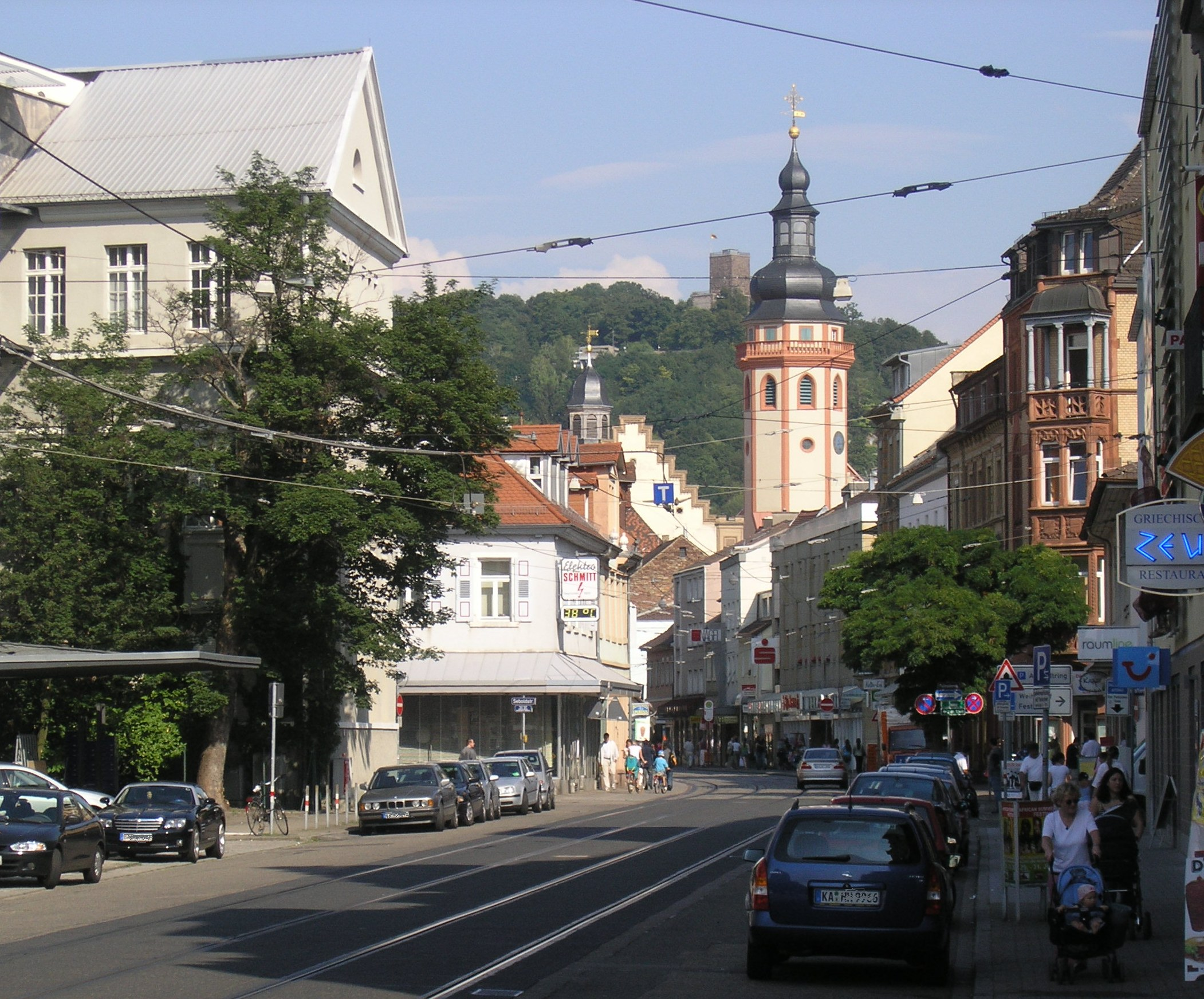
Центр міста. На задньому плані гора Турмберг

Дурлах знаходиться у східній частині Карлсруе і тягнеться долиною Рейну до Крайхгау. Над містом височіє гора Турмберг, розташована на пограниччі Крайхгауза і Шварцвальду. На півдні місто оточують пагорби Гугеленсберг, Лерхенберг і Гайгенберг, яким починається Шварцвальд. 

## Історія
Побудований графами Гоенбергами в 11 столітті замок на горі Турмберг було розширено в 12 столітті. Перша згадка про Дурлах як місто датується 1196 р. У 1219 р. Дурлах стає власністю маркграфа Бадену. Після того як Дурлах під час Тридцятилітньої війни було змушене відкупитися під загрозою спалення, під час дев'ятилітньої війни за Пфальцький спадок його нищили вояки французького короля Людовика XIV. Тільки п'ять чи шість будинків старого міста уникли пожежі. Періодичні пограбування тривали поки війна не закінчилася у 1697. У 1718 р. маркграф Карл Вільгельм переніс свою резиденцію у побудований 1715 року замок у Гардтвальді, на місці якого незабаром виникло місто Карлсруе. Влада маркграфства теж була змушена полишити Дурлах.
У 1735 р. у Дурлаху був побудований Монетний двір. З 1810 по 1832 рік Дурлах був повітовим місток Великого герцогства Баденського, заснованого Наполеоном. У 1843 р. вже було відкрито залізничну лінію Карлсруе — Гайдельберг, у Дурлаху був побудований вокзал. Перша добровільна пожежна дружина почала діяти в місті з 1846 р. Під час  Кришталевої ночі в 1938 р. дійшло до нападів і пограбування громадян єврейської національності. У тому ж році Дурлах було примусово включено до складу Карслуе. 22 жовтня 1940 р залишки єврейського населення були депортовані. Під час Другої світової війни в Дурлаху загинуло 329 людей. В теперішньому часі, незвадаючи на те, що Дурлах входить до складу Карслуе, він є єдиними районом, який має свою власну податкову інспекцію та власний місцевий суд. В'язниця, яка належала суду через протести людей у 1990 році була знесена. З 1989 р. Дурлах має свою власну місцеву конституцію і місцеву раду.

## Культура і культурні пам'ятки

### Театри. Концерти
У міській церкві Дурлаху регулярно проводяться концерти — від «ярмаркової» до класичної музики, коли виконуються твори Баха та інших композиторів минулого, але і твори сучасних майстрів — хори, кантати, камерна музика. В церкві діє відреставнований у 1999 р. орган, органні концерти проводяться досить часто. Часом також влаштовуються конкурсні змагання любителів мистецтва. В Дурлаху є своя органна фабрика, при якій існую органний зал.

### Музеї
В замку Карлсбург влаштовані два музеї. Один з них експонує минулого часу Дурлаху, а другий, який називається Карпатський музей, демонструє народну культуру колишніх гірських мешканців Словаччини німецького походження. 

### Цвинтарі
У Дурлаху є два цвинтарі, старий і новий, варті того, щоб бути відвіданими. До того ж на сторому обладнане місце для паркування.

## Економіка
Колись органна фабрика Heinrich Voit & Söhne, завод швейних машин Badische Maschinenfabrik Durlach і підприємство транспортних засобів Gritzner, пізніше Пфафф були великими компанії в своїх галузях. Тепер же існує дрібна обробна промисловість. Близько до залізничної станції має свою філію фармацевтична компанія Dr. Willmar Schwabe. У великому промисловому районі на північ від центру неподалік автомагістралі Карлсруе — Норд розташовано кілька різних компаній. Серед іншого, є логістичний центр Robert Bosch GmbH, філія підприємства будівельної техніки компаній Vollack, філія з виробничими потужностями міжнародного виробника пакувальних машин Romaco і підприємство пластикових віконних систем Aluplast.

## Ресурси Інтернету
- Stadt Karlsruhe: Durlach [Архівовано 2 травня 2014 у Wayback Machine.](нім.)
- Online-Portal für Durlach [Архівовано 16 травня 2014 у Wayback Machine.](нім.)
- Beschreibung und Bebilderung der Altstadt(нім.)